# バルネ・ウィラン
バルネ・ウィラン（Barney Wilen、1937年3月4日 - 1996年5月25日）は、フランスのテナー・サクソフォーン、ソプラノ・サクソフォーン奏者、ジャズ作曲家。

## 略歴
フランス・ニース生まれ。1957年、マイルス・デイヴィスによる映画『死刑台のエレベーター』のサウンドトラックにおける共演で知られるようになった。1959年、自身による映画『彼奴を殺せ (Un Témoin Dans la Ville)』のサウンドトラックを、またケニー・クラークらと共にスタジオ・アルバム『セーヌ川のジャズ (Jazz Sur Seine)』を作曲した。2年後には、映画『危険な関係』（ロジェ・ヴァディム監督）のサウンドトラックをセロニアス・モンクと共に担当している。1980年代と1990年代は、フランス映画の作曲にも取り組んだ。1960年代半ばから後半にかけてロックに興味を持ち、ロックのアルバムを録音した。1990年代にジャズに回帰する以前にパンク・ロックのミュージシャンと共に仕事をした。1996年に死去するまでモダン・ジャズのミュージシャンと共演。59歳で、フランス・パリにて死去。

## ディスコグラフィ

### リーダー・アルバム
- 『ティルト』 - Tilt (1957年、Swing)
- 『バルネ・ウィラン・クインテット』 - Barney Wilen Quintet (1957年、Guild du Jazz)
- 『セーヌ川のジャズ』 - Jazz Sur Seine (1958年、Philips) ※旧邦題『スインギン・パリジャン・リズム』『ジャズ&シネマ Vol.1』
- 『彼奴を殺せ オリジナル・サウンドトラック』 - Un Temoin Dans La Ville (1959年、Fontana)
- 『バルネ』 - Barney (1960年、RCA)
- Zodiac (1966年、Vogue)
- 『オート・ジャズ』 - Auto Jazz: Tragic Destiny of Lorenzo Bandini (1968年、MPS) ※ロレンツォ・バンディーニ追悼盤。with エディ・ゴーモン
- 『親愛なるリアリー教授へ』 - Dear Prof. Leary (1968年、MPS) ※with ヒズ・アメイジング・フリー・ロック・バンド、旧邦題『ディア・プロフェッサー・リアリー』
- 『モシ』 - Moshi (1972年、Saravah)
- 『フレンチ・バラッズ』 - French Ballads (1987年、IDA)
- 『ラ・ノート・ブルー』 - La Note Bleue (1987年、IDA)
- 『ワイルド・ドッグス・オブ・ザ・ルウェンゾリ』 - Wild Dogs of the Ruwenzori (1989年、IDA)
- 『シェルブールの雨傘〜フランス映画音楽の調べ』 - Movie Themes from France (1990年、Timeless) ※with マル・ウォルドロン
- 『ふらんす物語』 - French Story (1990年、Alfa) ※with マル・ウォルドロン、旧邦題『記憶の中のフランス映画』
- 『パリス・ムード』 - Paris Moods (1990年、Alfa)
- 『サンクチュアリー』 - Sanctuary (1991年、IDA)
- 『ニューポート'59』 - Newport '59 (1991年、Fresh Sound)
- 『モダン・ノスタルジー』 - Modern Nostalgie: Starbust Forever (1992年、Alfa)
- Le Grand Cirque (1992年、Wan+Wan)
- Dream Time (1992年、Deux Z) ※with アラン・ジャン＝マリー
- 『ニッティー・グリッティー』 - Inside Nitty=Gritty (1993年、Venus)
- 『エッセンシャル・バラード』 - Essential Ballads (1993年、Alfa)
- 『ニューヨーク・ロマンス』 - New York Romance (1994年、Venus)
- 『パッショーネ』 - Passione (1995年、Venus)
- 『五木の子守唄 (タリズマン)』 - Talisman (1994年、IDA)
- 『モア・フロム・バルネ』 - More from Barney at the Club Saint-Germain (1997年、RCA Victor)
- 『ベサメ・ムーチョ〜最後の旋律』 - Besame Mucho (1997年、Venus)
- Double Action (1999年、Elabeth) ※with ジミー・ガーリー
- The Osaka Concert (1999年、Trema/RTE)
- 『フラッシュ・バック』 - Flash Back (2003年、Paris Jazz Corner) ※with フィリップ・プティ
- Le Jardin Aux Sentiers Qui Bifurquent (2004年、CELP)
- Live in Paris 8 Janvier 1983 (2007年、Marge)
- 『ジャズ・イン・カメラ』 - Jazz in Camera (2012年、Sonorama) ※with ドナルド・バード
- Four Brothers (2015年、Sonorama) ※with ラッキー・トンプソン
- Live in Tokyo '91 (2019年、Elemental Music)

### 参加アルバム
アート・ブレイキー・アンド・ジャズ・メッセンジャーズ
- 『危険な関係 オリジナル・サウンドトラック』 - Les Liaisons Dangereuses 1960 (1960年、Fontana)
- Blakey in Paris (1961年、Epic)
- 『パリ・ジャム・セッション』 - Paris Jam Session (2000年、Gitanes Jazz)

バド・パウエル
- Cookin' at Saint-Germain 57-59 (1989年、Mythic Sound)
- Groovin' at the Blue Note 59-61 (1989年、Mythic Sound)
- Paris Sessions (2002年、Pablo)
- Parisian Thoroughfares (2003年、Pablo)
- Shaw Nuff (1979年、EPM/Xanadu)

その他
- チェット・ベイカー、ジェリー・マリガン、バド・パウエル、クラーク・テリー : Europa Jazz (1981年、Europa Jazz)
- ジェイ・キャメロン : 『ジェイ・キャメロンズ・インターナショナル・サックス・バンド』 - Jay Cameron's International Sax-Band (1955年、Swing)
- フランコ・チェリ : 『インターナショナル・ジャズ・ミーティング』 - International Jazz Meeting (1961年、Columbia)
- ギル・クッピーニ : 『ホワッツ・ニュー2』 - What's New? Vol. 2 (1961年、Meazzi Edizioni)
- マイルス・デイヴィス : 『死刑台のエレベーター』 - Ascenseur pour l'échafaud (1958年、Fontana)
- マイルス・デイヴィス : Jazz Track (1959年、Columbia)
- レオ・フェレ : Francofolies La Fete a Ferre Enregistrement Public a La Rochelle (1988年、EPM)
- ジョルジュ・グルンツ : Jazz Sound-Track from Mental Cruelty (1960年、Decca)
- ラーシュ・グリン : The Liquid Moves of Lars Gullin Lost Jazz Files 1959–1963 (2016年、Sonorama)
- ロイ・ヘインズ : 『ロイ・ヘインズ・セクステット』 - Roy Haynes Modern Group (1955年、Swing)
- ジョン・ルイス & サッシャ・ディステル : 『アフタヌーン・イン・パリス』 - Afternoon in Paris (1957年、Atlantic)
- セロニアス・モンク : Les Liaisons Dangereuses 1960 (2017年、Sam, Saga)
- マリー・ムーア : 『ビター・アンド・スウィート』 - Aigre-Douce (1993年、Global)
- スティーヴィー・ニックス : 『ロック・ア・リトル』 - Rock a Little (1985年、Modern)
- ジャック・ペルツァー : Never Let Me Go (1990年、Igloo)
- マーシャル・ソラール : Martial Solal et son Grand Orchestre (1958年、Swing)
- エイエ・テリン : 1996 (2003年、Dragon)
- フランソワ・テュスク : 『フリー・ジャズの探求』 - Le Nouveau Jazz (1967年、Mouloudji)
- ルネ・ユルトルジェ : Collection Privee Extraits De Concerts (1982年、Carlyne Music)